# Sanne Verhagen
Sanne Verhagen (Best, 24 augustus 1992) is een voormalig Nederlands judoka. Ze vertegenwoordigde haar vaderland op de Olympische Zomerspelen 2016 en in 2021 op de Olympische Zomerspelen van Tokyo.

## Prestaties
Verhagen was vijfmaal Nederlands kampioen bij de jeugd: tweemaal bij onder vijftien, eenmaal bij onder zeventien en tweemaal bij onder twintig.
Bij haar debuut op de Wereldkampioenschappen judo 2014 behaalde ze een bronzen medaille. Ze maakte in maart 2022 bekend met judoën te stoppen.

## Privé
Verhagen studeerde Technische Bedrijfskunde voor de Gezondheidszorg aan de TU Eindhoven.